# Linha Plimsoll
A marca de Plimsoll é uma marcação pintada no casco dos navios mercantes, que indica o limite de até o qual o navio pode ser carregado em segurança. O seu nome deriva do deputado inglês Samuel Plimsoll, que em 1876 introduziu a marca como uma forma rápida de verificar se um navio estava carregado acima das sua capacidade de flutuação, numa alteração à Lei da marinha Mercante (1871 Merchant Shipping Act) no parlamento Britânico.
A marca inicialmente era só composta por um círculo atravessado por uma linha horizontal, posteriormente foi adicionada ao lado uma escala alinhada pelo valor S. Mais recentemente, ao lado da marca, estão as iniciais da sociedade classificadora que certificou o navio (BV Bureau Veritas, LR Lloyd's Register, etc).

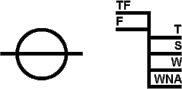
Linha de Plimsoll.

As marcas são precedidas da letra L (do inglês lumber) quando a carga é madeira; para todas as outras cargas não há prefixos. Nos navios de passageiros há um conjunto adicional de marcas, derivado do facto de, apesar das suas dimensões, a sua área útil de carga ser menos, pois a maioria desse espaço é ocupado por camarotes, salas comuns, restaurantes, etc.
As letras nas linhas significam:
- TF (Tropical Fresh water) = água doce tropical, outra carga que não madeira.
- F (Fresh water) = água doce, outra carga que não madeira.
- T (Tropical) = água salgada tropical, outra carga que não madeira.
- S (Summer) = água salgada no Verão, outra carga que não madeira.
- W (Winter) = água salgada Inverno, outra carga que não madeira.
- WNA (Winter North Atlantic) = água salgada, Atlântico Norte, no Inverno, outra carga que não madeira.

A marca de Plimsoll é muitas vezes incorrectamente referida como a linha de água; de facto as duas só são totalmente coincidentes se o navio estiver carregado à marca S. Em todos os outros casos, a linha de água estará acima ou abaixo da marca de Plimsoll. Mais recentemente, passou-se também a utilizar a expressão linha internacional de carga.